# Rămas bun de la Slavianka
Rămas bun de la Slavianka (în rusă Прощание славянки) este un marș patriotic rusesc, compus în 1912 de Vasili Agapkin în cinstea femeilor slave care își însoțeau bărbații în Primul Război Balcanic. Inițial marșul a fost scris pentru a fi interpretat de orchestre militare. Ulterior au existat diferite versiuni ale textului. 
În timpul Războiului Civil din Rusia, cântecul a fost cântat în special de trupele albe. Cântecul a fost apoi preluat de Armata Sovietică. În prezent marșul a fost adoptat ca imn al regiunea Tambov.